# Californische bergsalamander
De Californische bergsalamander (Rhyacotriton variegatus) is een salamander uit de familie olympusbergsalamanders (Rhyacotritonidae). De soort werd voor het eerst wetenschappelijk beschreven door Robert Cyril Stebbins en Charles Herbert Lowe in 1951.

## Uiterlijke kenmerken
De bergsalamander bereikt een lichaamslengte tot ongeveer 12 centimeter. De salamander is te herkennen aan de grijsbruine kleur, een licht patroon van kleine vlekjes die soms geheel ontbreekt in tegenstelling tot de gelijkende Rhyacotriton cascadae en de heldere gele buik. Verder is de staart erg kort en sterk zijdelings afgeplat, zijn de ogen opvallend groot en de pootjes juist klein en hebben mannetjes twee grote uitstulpingen bij de cloaca.

## Levenswijze
Het voedsel bestaat uit kleine ongewervelden die de salamander 's nachts buit maakt want overdag verstopt het dier zich onder stenen en bladeren.
De salamander houdt van wat koelere, snelstromende riviertjes en beekjes waar het dier nooit ver uit de buurt gaat en altijd langs de oevers blijft. De larven hebben relatief korte kieuwen en ook de volwassen salamanders hebben zeer kleine longen in tegenstelling tot soorten uit andere families.

## Verspreiding en habitat
De soort leeft in de Verenigde Staten in delen van de staten Oregon en Californië en een geïsoleerde populatie leeft in de Cascaden.
De Californische bergsalamander is te vinden in oudere bossen met een stenige ondergrond en liefst watervallen of stroomversnellingen in de buurt. De beekjes en stroompjes in de gebieden waar ze voorkomen hebben meestal een natuurlijke bron als beginpunt. Deze worden vaak gebruikt door de mens als watervoorziening waardoor bomen worden gekapt en de habitat verdwijnt, of de stroom zelfs helemaal opdroogt.